# Ectaetia paradoxa
Ectaetia paradoxa är en tvåvingeart som beskrevs av Nina Krivosheina 2002. Ectaetia paradoxa ingår i släktet Ectaetia och familjen dyngmyggor. Inga underarter finns listade i Catalogue of Life.